# Camilla Küver
Camilla Küver (* 10. Juni 2003 in Bad Soden am Taunus) ist eine deutsche Fußballspielerin. Die Außenverteidigerin steht beim VfL Wolfsburg unter Vertrag und spielt derzeit außerdem für die U23-Nationalmannschaft.

## Karriere

### Verein
Küver spielte den Großteil ihrer Jugend bei der SG Oberliederbach und im Anschluss der TuS Hornau sowie SG Kelkheim, bevor sie zum 1. FFC Frankfurt kam. Dort spielte sie unter anderem bei den B-Juniorinnen in der B-Juniorinnen-Bundesliga. 2017/18 kam sie dort achtmal zum Einsatz und schoss zwei Tore. 2018/19 traf sie dort bereits viermal in 14 Einsätzen. Nach der Saison begab sie sich für fünf Monate ins Ausland nach Quakertown. Dort spielte sie ebenfalls Fußball – für den Boyertown Soccer Club – mit dem sie den State Championship-Titel gewann und mit dem „Mercury All-Area Girls Soccer Player of the Year“ ausgezeichnet wurde. Am 23. Februar 2020 (15. Spieltag) debütierte Küver gegen den FC Ingolstadt in der Startelf bei einem 2:2-Unentschieden in der 2. Bundesliga. Zur Saison 2020/21 erhielt sie einen Profivertrag bei ihrem Verein, der mittlerweile Eintracht Frankfurt hieß. In der Bundesliga debütierte sie am vierten Spieltag der Saison, als sie gegen den SV Meppen kurz vor Schluss eingewechselt wurde und den 4:0-Endstand erzielte. Gegen Ende der Hinrunde erspielte sich Küver einen Stammplatz, lief insgesamt 16 Mal in der höchsten deutschen Spielklasse auf und kam mit ihrer Mannschaft bis ins Finale des DFB-Pokals. Im November 2021 zog sich Küver in einer Ligapartie einen Kreuzbandriss zu und fiel die restliche Saison aus. Von der Redaktion von Goal.com wurde sie im März 2022 auf Platz 9 der größten Talente im Frauenfußball („NXGN 2022“) gewählt.
Ihren zum 30. Juni 2023 auslaufenden Vertrag bei der Eintracht verlängerte Küver nicht. Zur Saison 2023/24 schloss sie sich dem Ligakonkurrenten VfL Wolfsburg an.

### Nationalmannschaft
Küver spielte bislang in allen Spielklassen bis zur U19.

## Erfolge
Eintracht Frankfurt
- DFB-Pokalfinalistin: 2021

VfL Wolfsburg
- Gewinn des DFB-Pokals: 2024

Individuell
- Mercury All-Area Girls Soccer Player of the Year: 2019
- NXGN Award 2022 – Platz 9 Talente weltweit im Frauenfußball